# Nové Dvorce
Nové Dvorce (něm. Neuhof) je bývalá obec, nyní katastrální území a základní sídelní jednotka obce Horní Loděnice v okrese Olomouc, od které je vzdálena asi 2 km jihozápadně u silnice I/46 směrem na Lipinu a Šternberk.

## Historie
Současné Nové Dvorce se rozkládají na území původní obce Oldřichov (Ullrichdorf, Ullersdorf), o níž je první písemná zmínka roku 1296 a která zanikla někdy na přelomu 14. a 15. století. Zbyl po ní panský dvůr, jenž byl v 18. století obnoven pod názvem Nový Dvůr (Neuhof). V roce 1784 (nebo 1759) byl rozparcelován, čímž vznikla osada Nové Dvorce. Ta se postupně rozrostla a od roku 1850 již byla samostatnou obcí v politickém a soudním okrese Šternberk. Např. k roku 1930 zde ve 23 domech žilo 97 obyvatel, všichni německé národnosti. Byla zde tehdy také kaple, zájezdní hostinec nebo mlýn. Po roce 1938 se Nové Dvorce staly součástí Sudet a po skončení války byli původní obyvatelé vysídleni. Následně byly roku 1949 Nové Dvorce připojeny k Horní Loděnici a spolu s ní se mezi lety 1979–1991 staly součástí města Šternberka. V poválečném období byla vesnice činností státního statku postupně zdevastována, byla zbořena většina domů a zanikla i její náves. Zůstaly zde jen tři domy a dva pomníky.